# 전월선 (성악가)
전월선(田月仙, 1958년 10월 8일~)은 대한민국의 성악가이다.
재일 한국인 2세이며, 일본 최대의 오페라단 니키카이 회원. 음악 사무소 CALAF.NET 대표.도쿄도 다치카와시 태생.桐朋学園大学 대학부 예술과 졸업, 동 대학원 수료. 세계 무대에서 오페라와 콘서트에 출연하는 한편, 일본 · 한국 · 북한 정상 앞에서 노래 한 유일한 가수로도 알려져있다. 또한 창작 오페라의 제작 프로듀스와 국가 독창, 논픽션상 수상작가로서의 활동도 하고있다.

## 약력
- 1985년 일본 도쿄에서 오페라 '인간의 소리( La voix humaine )' ,'스페인 때( L'heure espagnole ) '의 주역으로 오페라 데뷔. 그 후'피가로의 결혼(Le nozze di Figaro)' '살로메(Salome), 팔리아치(Pagliacci)」 ','나비 부인( Madama Butterfly), '황금의 나라'등의 주역을 맡았다. 데뷔 이후 코리아 가곡을 일본에 계속 소개하여 "조선 · 한국 가곡이 오페라의 아리아와 같은 수준에서 소개 된 것은 그녀의 리사이틀이 최초로 될것이 아닐까."(1983년 아사히 그래프)라고 高評되었다.북한 평양에서 공연. 김일성 주석 앞에서 독창. 로시아 모스크바와 중국 베이징 · 상하이 등에서도 공연.
- 1994년 서울 정도 600년 기념 예술의 전당 "오페라 카르멘(Carmen)" 주연.
- 1996년 한국 KBS 송년- 열린음악회 일본에서 첫 출장. 재미 한국인이 만든 남북 통일을 바라는 가곡 '고려 산천 내 사랑'을 한국에서 노래함. '열린 음악회'에 3 번 출연.
- 2002년 월드컵 기념 오페라 춘향전 한일 양국 공연 춘향역. 고이즈미 준이치로 총리 주최 · 김대중 대통령 환영 공연"축구 한일전과 하키의 국제 경기 등에서 애국가 독창.
- 2004년 NHK TV에서 90분 특집프로 "해협을 넘나드는 가희 재일 한국인 성악가의 20년" 방송. 루마니아 국립 오페라 '카르멘'주역.
- 2006년 제13회 소학관 논픽션 대상 우수상 수상
- 2007년 리사이틀 '해협의 아리아'개최
- 2008년 뉴 서울 오페라단 일본 공연 '춘향전'주연(춘향역)
- 2009년 NHK "일본과 한반도 2 천년」리포터로 출연
- 2010년 리사이틀 '해협의 아리아 PART2' '해협의 아리아 PART3' NHK 프로그램 'K-POP 청춘 일기 "기획 취재.
- 2011년 리사이틀 '해협의 아리아 PART4 "
- 2012년 리사이틀 '해협의 아리아 PART5 "한국 대사관 한국 국경절 기념 공연.
- 2013년 한국 방송 공사 "KBS 스페셜 해협의 아리아 전월선 30년의 기록 '방송 (4월 7일)."전월선 30년 기념리사이틀「노래에 살고 사랑에 살고」개최 (8월 31일, 오사카 · 10월 12일, 도쿄). 한일 문화 교류 기금상 수상
- 2014년 "전월선 프로듀스 공연 '오페라「심청전 」."한일로 가곡 / 오페라 카발레리아 루스티카나(Cavalleria rusticana,) ' 프로듀서 · 주연 · 연출.
- 2015년 이방자 여사를 소재로 한 오페라 '더 라스트 퀸 조선 왕조 마지막 황태자비'(9월 27일 도쿄 신 국립 극장) 기획 · 대본·주연으로 큰 평가를 얻음.이 작품은 NHK의 다큐멘터리 '한국의 국모로 된 일본인 조선 왕조 마지막 황태자비'에서도 소개된다. 재일한국인 최초로 외무 대신 표창을 수상했고 천황 주최 가든 파티, 총리의 벚꽃을 보는 모임에도 초대됨.
- 2016년,제 71 회 일본 문화청 예술제 참가 공연으로 선택되여 오페라 '더 라스트 퀸 조선 왕조 마지막 황태자비'가 도쿄에서 재연 됨
- 2017년 올림픽기념 한일 갈라 콘서트 '바다를 넘어서 "
- 2018년 한국 초청 연주회 '통일을 노래하는 프리 마돈나 "
- 2019년 오페라 '더 라스트 퀸 조선 왕조 마지막 황태자비'(오사카 공연).오페라 '카르멘（CARMEN)'주역.(9월 15일) 도쿄
- 2021년 오페라 '더 라스트 퀸 조선 왕조 마지막 황태자비'(도쿄 공연).
- 2021년 오페라 '팔리아치'주역(도쿄 공연).
- 2022년 오페라 '토스카'주역(9월 29일 30일 도쿄 공연).

## 저서
- 2007년「해협의 아리아」(소학관) (논픽션 대상 우수상 수상)
- 2008년 「금지 된 노래 한반도 음악 백년사」(중앙공론 라쿠레)
- 2012년「K-POP 아득한 기억」(소학관)

## CD
- 2007년 산하를 넘어 · 고려 산천 내 사랑 전월선 명곡집 PART1
- 2013년 봉선화 · 고향의 봄 전월선 명곡집 PART2
- 2013년 해협을 넘은 가희 전월선 명곡집 DVD

## 참조
1. ↑  주나고야총영사관 (2013년 8월 22일). “南과 北 그리고 일본… ‘해협의 아리아’ 눈물 30년”. 주나고야총영사관.